# Styrax siamensis
Styrax siamensis är en storaxväxtart som beskrevs av Fletcher. Styrax siamensis ingår i släktet Styrax och familjen storaxväxter. Inga underarter finns listade i Catalogue of Life.